# Mô hình tối ưu
Trong sinh học, mô hình tối ưu (tiếng Anh: optimality model) là những công cụ được sử dụng để đánh giá chi phí và lợi ích của các đặc điểm, tính trạng, kiểu hình và dáng vẻ khác nhau của sinh vật (bao gồm cả hành vi) trong thế giới tự nhiên. Đánh giá này cho phép các nhà nghiên cứu đưa ra dự đoán về hành vi tối ưu của sinh vật hoặc các khía cạnh khác trong kiểu hình của nó. Mô hình hóa tối ưu là khía cạnh mô hình hóa của lý thuyết tối ưu hóa. Nó cho phép tính toán và hình dung các chi phí và lợi ích ảnh hưởng đến kết quả của một quyết định (ví dụ: việc tối ưu hóa kiếm ăn), và góp phần vào sự hiểu biết về sự thích ứng. Cách tiếp cận dựa trên các mô hình tối ưu trong sinh học đôi khi được gọi là lý thuyết tối ưu.
Hành vi tối ưu được định nghĩa là hành động tối đa hóa sự khác biệt giữa chi phí và lợi ích của quyết định đó. Ba biến số chính được sử dụng trong các mô hình hành vi tối ưu: sự quyết định, tiền tệ và ràng buộc (hiểu trong bối cảnh này). Quyết định liên quan đến việc cân nhắc về chi phí và lợi ích của các hành động của động vật. Tiền tệ trong bối cảnh này được định nghĩa là biến số nhằm mục đích tối đa hóa (ví dụ: lương thực trên một đơn vị chi tiêu năng lượng, nghĩa là lượng thức ăn kiếm được so với công sức bỏ ra). Nó là yếu tố thúc đẩy một hành động và thường liên quan đến thức ăn hoặc các mặt hàng khác cần thiết cho sự tồn tại của sinh vật.
Ràng buộc đề cập đến những giới hạn được đặt ra đối với hành vi, chẳng hạn như thời gian và năng lượng được sử dụng để thực hiện hành vi đó, hoặc có thể là những hạn chế vốn có đối với khả năng giác quan của chúng. Những hạn chế này có thể là do đặc điểm của môi trường sống hoặc sinh lý của động vật và có thể hạn chế hiệu quả kiếm ăn của chúng. Các mô hình tối ưu được sử dụng để dự đoán hành vi tối ưu (ví dụ: thời gian dành cho việc kiếm ăn). Để đưa ra dự đoán về hành vi tối ưu, đồ thị chi phí-lợi ích được sử dụng để hình dung mô hình tối ưu. Tính tối ưu xảy ra ở điểm mà sự khác biệt giữa lợi ích và chi phí để có được tiền tệ thông qua một hành vi cụ thể là tối đa.

## Cấu trúc
Để xây dựng một mô hình tối ưu, hành vi trước tiên phải được xác định rõ ràng. Sau đó, các mô tả về chi phí và lợi ích thay đổi như thế nào theo cách thức thực hiện hành vi phải đạt được, ví dụ về lợi ích và chi phí bao gồm các biện pháp sinh tồn trực tiếp như con cái được tạo ra, sự thay đổi về tuổi thọ, thời gian đã sử dụng hoặc đạt được, hoặc năng lượng đã tiêu và đạt được. Mỗi khi một sinh vật thể hiện một hành vi nào đó, nó phải cân nhắc giữa chi phí và lợi ích để đưa ra quyết định.
Hiểu rõ hơn về mối quan hệ giữa các giá trị trong một mô hình dẫn đến những dự đoán tốt hơn về hành vi của sinh vật. Để xác định thời gian tối ưu dành cho một hành vi, người ta có thể lập một biểu đồ cho thấy lợi ích và chi phí thay đổi như thế nào theo hành vi. Tối ưu được định nghĩa là điểm mà sự khác biệt giữa lợi ích và chi phí cho một hành vi được tối đa hóa, có thể được thực hiện bằng cách vẽ đồ thị lợi ích và chi phí trên trục y và thước đo hành vi trên trục x. Một loại tiền tệ cũng phải được xác định. Một bài kiểm tra các dự đoán được tạo ra bởi mô hình tối ưu có thể được thực hiện để xác định loại tiền tệ mà sinh vật tối đa hóa tại bất kỳ thời điểm nào.

## Phê bình
Một số hạn chế cố hữu của các mô hình tối ưu đã dẫn đến những lời chỉ trích về tính hữu ích của chúng, bao gồm: (a) tính tối ưu trong hành vi của sinh vật thực sự không thể được kiểm tra, không có các thực chứng cụ thể mà chỉ là lý thuyết; (b) sinh vật không thích nghi để tối ưu hóa mà là do chọn lọc tự nhiên do đó lý thuyết tối ưu hóa là tư duy kinh tế của con người áp đặt lên hành vi của con vật. Các mô hình tối ưu có thể không dự đoán hoặc có thể không đủ trong việc giải thích hành vi của sinh vật. Ví dụ, ngay cả khi chọn đơn vị tiền tệ "tốt nhất", các sinh vật có thể sẽ không hoàn toàn phù hợp với mô hình tối ưu được tạo ra, nhưng điều đó không nhất thiết có nghĩa là sinh vật đang hành động không tối ưu.
Ngoài ra, các mô hình tối ưu giả định rằng các đặc tính ở mức tối ưu; tuy nhiên, có một số lý do tại sao không phải lúc nào cũng có thể đưa ra giả định này. Nhiều đặc điểm hành vi có thể chỉ tiếp cận với sự tối cưu, và có thể có những lời giải thích không được giải thích trong mô hình tối ưu cho sự phát triển của một số đặc điểm nhất định. Khả năng của chọn lọc tự nhiên để tối ưu hóa hành vi phụ thuộc vào tốc độ mà chọn lọc có thể làm thay đổi cấu trúc di truyền, điều này bị ảnh hưởng bởi lượng phương sai cộng tính có tại thời điểm chọn lọc, dòng gen, tốc độ thay đổi môi trường và các tác động ngẫu nhiên như trôi dạt di truyền. Sự tối đa hóa đòi hỏi cả sự ổn định về mặt di truyền và môi trường, nhưng các quần thể thực có kiểu hình không liên tục và biến động về tỷ lệ hoàn vốn.
Các yếu tố di truyền có thể hạn chế việc đạt được sự tối ưu bao gồm sự đột biến và liên kết di truyền. Các đột biến có thể đẩy quần thể ra xa mức tối ưu. Ngoài ra, các alen có lợi và bất lợi đôi khi ở cùng nhau do liên kết di truyền, vốn dĩ ngăn cản trạng thái "tối ưu". Tình huống này minh họa quan điểm rộng hơn của các gen là tương tác với nhau, trái ngược với việc tạo ra kết quả tổng hợp của các đặc điểm phát sinh độc lập. Các yếu tố môi trường bao gồm các phản ứng được phân loại đối với môi trường, tính không đồng nhất của môi trường và độ trễ tiến hóa.
Tất cả các cá thể đều khác nhau và thể hiện các phản ứng khác nhau đối với môi trường, và tất cả các môi trường đều không đồng nhất với nhau do đó sẽ tác động đến các tham so. Những khác biệt này làm cho việc xác định một trạng thái "tối ưu" chính xác cho bất kỳ cá thể cụ thể nào trong bất kỳ môi trường cụ thể nào trở nên khó khăn. Tương tự như vậy, nếu một môi trường hoặc vi môi trường biến động nhanh chóng, các sinh vật không thể đáp ứng với sự chọn lọc đủ nhanh để thể hiện dạng tối ưu, thích nghi tốt của loài chúng. Một số chiến lược thay thế hoặc bổ sung để mô tả và phân tích hành vi của sinh vật bao gồm các phương pháp so sánh phát sinh loài và di truyền định lượng. 